# Cape Cod Bay
Die Cape Cod Bay (auch Cape-Cod-Bucht) ist eine Wattenbucht des Atlantischen Ozeans südlich der Massachusetts-Bucht.
Sie bildet einen Teil der Küste des US-Staates Massachusetts. Sie wird im Süden und Osten durch Cape Cod und im Westen durch Plymouth County (Massachusetts) begrenzt. Im Norden geht die Cape Cod Bay in die Massachusetts-Bucht und den offenen Ozean über. Cape Cod Bay ist der südlichste Abschnitt des Golf von Maine. Verschiedentlich wird sie auch nicht als selbständige Meeresbucht aufgefasst, sondern der Massachusetts-Bucht zugerechnet.
Die Strömung in der Bucht bewegt sich im Allgemeinen unter dem Einfluss der Massachusetts-Bucht entgegen dem Uhrzeigersinn von Boston nach Süden über Plymouth, dann nach Osten in Richtung Provincetown auf der äußersten Spitze von Cape Cod. Diese hakenförmige Halbinsel besteht aus eiszeitlichen Sanden und ragt 105 km in den Atlantischen Ozean hinein. Ihre Breite schwankt zwischen 1,6 und 32 km.
Die derzeitige Nacheiszeit begann vor ca. 11.000 Jahren. Am Beginn dieses Zeitabschnitts war die Cape Cod Bay wahrscheinlich ein großer Süßwassersee mit Abfluss am Cape Cod. Er speiste vermutlich den Bass River und Orleans Harbor. Seit 1914 ist die Cape-Cod-Bucht durch den Cape-Cod-Kanal mit der Buzzards Bay verbunden. Hierdurch wurde Cape Cod vom Festland des Staates Massachusetts getrennt.